# Pericallis
Genre
Classification phylogénétique
Pericallis est un genre de plantes à fleurs de la famille des Asteraceae, originaire des îles Canaries et de Madère. Le genre inclut 14 espèces de plantes herbacées et de petits sous-arbrisseaux.
Auparavant, les espèces qui la composent était rangées dans les genres Cineraria et Senecio.

## Liste d'espèces
- Pericallis appendiculata (L.f.) B.Nord.
- Pericallis aurita (L'Hér.) B.Nord.
- Pericallis cruenta (L'Hér.) Bolle
- Pericallis echinata (L.f.) B.Nord.
- Pericallis hadrosoma (Svent.) B.Nord.
- Pericallis hansenii (G.Kunkel) Sunding
- Pericallis lanata (L'Hér.) B.Nord.
- Pericallis malvifolia (L'Hér.) B.Nord.
- Pericallis multiflora (L'Hér.) B.Nord.
- Pericallis murrayi (Bornm.) B.Nord.
- Pericallis papyracea (DC.) B.Nord.
- Pericallis steetzii (Bolle) B.Nord.
- Pericallis tussilaginis (L'Hér.) D.Don

Le cinéraire des fleuristes, ou cinéraire fleuri (Pericallis x hybrida), est un hybride entre Pericallis cruenta et Pericallis lanata.

## Langage des fleurs
Dans le langage des fleurs, le cinéraire des fleuristes symbolise la grâce ou la douleur du cœur.